# Crystal Springs (Nevada)
Crystal Springs è una città fantasma degli Stati Uniti d'America, nello stato del Nevada, nella Contea di Lincoln.

## Storia
Il suo territorio fu il primo ad essere scoperto nella storia della contea di Lincoln e quindi fu il primo capoluogo, che verrà poi spostato alla vicina Hiko.